# BitComet
BitComet（ビットコメット）はWindowsで動作するBitTorrentクライアントであり、フリーウェアである。
eDonkey Plugin を導入することで、ED2Kネットワークからもソースを探すことができる。（0.91より eMule プラグインとして組み込み済みとなる）DHTネットワーク、レジューム機能もサポートしており、HTTP/FTPダウンロードも可能な高性能なダウンローダーとも言える。
ファイル共有ソフトのうちBitCometの使用者は多いといわれるが、BitCometの動作ないし開発思想が利己的であると非難されることもあり、一部のクライアントはBitCometとの接続を禁止している。